# Ophioteichus
Ophioteichus is een geslacht van slangsterren uit de familie Ophiolepididae.

## Soorten
- Ophioteichus multispinum H.L. Clark, 1938
- Ophioteichus parvispinum H.L. Clark, 1938
- Ophioteichus utinomii (Irimura, 1967)